# Farrah Fawcett
Mary Farrah Leni Fawcett, znana jako Farrah Fawcett, a w latach 1973–1978 także jako Farrah Fawcett–Majors (ur. 2 lutego 1947 w Corpus Christi, zm. 25 czerwca 2009 w Santa Monica) – amerykańska aktorka, modelka i producentka telewizyjna. 
Stała się symbolem małego ekranu lat 70. XX w., była ulubienicą Ameryki w pierwszym sezonie serialu ABC Aniołki Charliego. Była czterokrotnie nominowana do nagrody Emmy (1985, 1990, 2003, 2009) i sześciokrotnie do Złotego Globu (1977, 1985, dwie nominacje w 1987, 1988, 1990). W 1996 program telewizyjny „TV Guide” umieścił ją na 26. miejscu listy w rankingu 50. Największych Gwiazd TV w dziejach.
Była na okładkach magazynów takich jak „Cosmopolitan”, „Ekran”, „Elle”, „Film”, „Harper’s Bazaar”, „People”, „Playboy”, „Time”, „TV Guide”, „Vanity Fair” i „Vogue”.
23 lutego 1995 otrzymała własną gwiazdę w Alei Gwiazd w Los Angeles znajdującą się przy 7051 Hollywood Boulevard.

## Wczesne lata
Urodziła się w zamożnej rodzinie rzymskokatolickiej jako córka Pauline Alice Fawcett (z domu Evans) i Jamesa Williama – pracującego na polu naftowym. Jej rodzina miała pochodzenie angielskie, walijskie i szkockie. Jej unikalne imię Farrah zostało wymyślone przez matkę, która uważała, że idealnie pasuje do ich nazwiska. Jej starsza siostra, Diane Fawcett Walls (1938–2001), była graficzką. Uczyła się w gimnazjum im. Johna J. Pershinga w Houston w Teksasie,  okazała się wyjątkowo utalentowaną plastycznie. W latach 1962–1965 uczęszczała do W.B. Ra High School w Corpus Christi, gdzie konsekwentnie wybierano ją jako najpiękniejszą uczennicę. W latach 1965–1968 była studentką University of Texas w Austin, gdzie początkowo studiowała mikrobiologię, a następnie zmieniła kierunek studiów na sztukę. Tam została uwieczniona na fotografii uczelnianych piękności, gazeta „Ten Most Beautiful Coeds” ze zdjęciem trafiła do rąk przedstawiciela agencji fotomodelek z Los Angeles i niedługo potem, po namowie publicysty Davida Mirischa, w 1967 znalazła się w okolicach Hollywoodu.

## Kariera

### Początki kariery

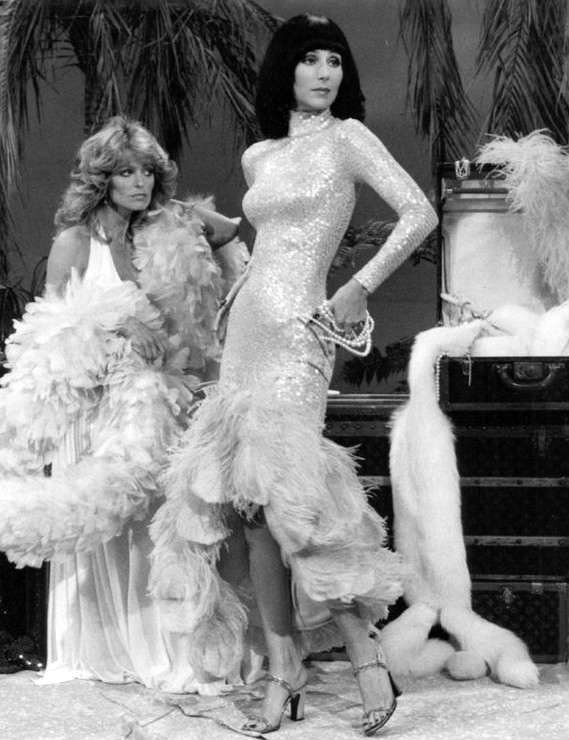
Farrah Fawcett (po lewej) z Cher w The Sonny & Cher Comedy Hour (1976)

Brała udział w dziesiątkach reklam, w tym reklamowała pastę do zębów Ultra-Brite, szampon Wella Balsam, Mercury Cougar i krem do golenia Noxema. Przez prawie dwa lata reklamowała szampon firmy Fabérgé, którego sprzedaż w tym czasie znacznie wzrosła. Wystąpiła gościnnie w pojedynczych odcinkach seriali: The Flying Nun (1969–1970), The Dating Game (1969), I Dream of Jeannie (1969) z Barbarą Eden, The Partidge Family (1970) czy operze mydlanej NBC Dni naszego życia (Days of Our Lives, 1970). 
Jej kinowym debiutem była epizodyczna rola Patricii we włoskim komediodramacie Claude’a Lelouche’a Mężczyzna, który mi się podoba (Un homme qui me plaît, 1969) z Jeanem-Paulem Belmondo i Annie Girardot. Rok później dostała się do obsady filmowej adaptacji bestsellerowej powieści Gore Vidala u boku Mae West w komedii Myra Breckinridge (1970). Wystąpiła w czterech odcinkach przygodowego serialu fantastycznonaukowego ABC The Six Million Dollar Man (1974–1976), gdzie głównego bohatera grał jej ówczesny mąż Lee Majors, a także regularnie pojawiała się w serialu detektywistycznym ABC Harry O (1975–1976) u boku Davida Janssena jako dziewczyna tytułowego bohatera, Sue.
W 1975 była nominowana do nagrody Złotego Jabłka jako „Nowa gwiazda roku”. Fawcett zdobył drugoplanową rolę Holly 13 w filmie fantastycznonaukowym Michaela Andersona Ucieczka Logana (Logan’s Run, 1976) z Michaelem Yorkiem. Wzięła udział w dokumentalnym telefilmie sportowym Batalistyczna sieć gwiazd (Battle of the Network Stars, 1976) i komediowym programie muzycznym CBS Sonny i Cher (The Sonny and Cher Show, 1977). Plakat z jej wizerunkiem w czerwonym stroju kąpielowym rozszedł się w nakładzie 6 mln egzemplarzy w ciągu jednego roku.  Ubiegała się o rolę księżniczki Lei w Gwiezdnych wojnach (1977), ale ostatecznie nie znalazła się w obsadzie. Wspólnie z Jeanem–Paulem Vignonem nagrała piosenkę „You (Toi) (Sì)” (1977).

### Aniołki Charliego
Fawcett i jej mąż, gwiazda telewizyjna Lee Majors, byli częstymi partnerami tenisowymi producenta telewizyjnego Aarona Spellinga, który wspólnie z partnerem biznesowym Leonardem Goldbergiem poszukiwał aktorek do swojego najnowszego serialu. Ostatecznie zaangażowali ją do roli Jill Munroe, absolwentki Akademii Policyjnej w Los Angeles, która wraz z Kelly Garrett (Jaclyn Smith) i Sabriną Duncan (Kate Jackson) rozwiązywała zagadki kryminalne w telewizyjnym dramacie kryminalnym Aniołki Charliego (Charlie’s Angels, 1976) z udziałem Tommy’ego Lee Jonesa i Bo Hopkinsa. Film był pilotem serialu ABC. Grała od 22 września 1976 do 4 maja 1977. Serial ten wyniósł ją na szczyt popularności i przyniósł w 1977 pierwszą nominację do nagrody Złotego Globu dla najlepszej aktorki w serialu dramatycznym (laureatką została Susan Blakely za występ w Pogodzie dla bogaczy) i People’s Choice Award dla „Ulubionej wykonawczyni w nowym serialu telewizyjnym”. Odegrała ogromną rolę w uczynieniu serialu hitem. Jednak jej pensja nie odzwierciedlała tego. Jackson otrzymała 10 tys. dolarów za odcinek, podczas gdy Smith i Fawcett dostały po 5 tys. dolarów. Jej twarz pomogła sprzedać lalki, karty z gumą do żucia i grę planszową opartą na serialu, ale otrzymywała tylko 2 proc. ze sprzedaży. Pod koniec pierwszego sezonu istniały plany podwojenia pensji Fawcett – 75 tys. dolarów za odcinek.
Aniołki Charliego stały się popkulturowym fenomenem, ale Fawcett już po pierwszym sezonie poinformowała, że zamierza odejść. Mogła dostać dowolną kwotę, ale według jej menedżera, Jaya Bernsteina, nie chodziło o pieniądze. Bała się, że zostanie zaszufladkowana jako aktorka i może stracić swoją szansę – a znajdowała się właśnie u szczytu popularności. Serial skupiał się głównie na pokazywaniu trzech pięknych kobiet jako seksownych obiektów pożądania, a Fawcett chciała zagrać rolę z wieloma emocjami. Nawet kiedy zaproponowano jej znaczną podwyżkę, stanowczo odmówiła i wycofała się z serialu.
Kiedy Farrah Fawcett ogłosiła, że nie wróci na drugi sezon, producenci Aaron Spelling i Leonard Goldberg pozwali do sądu. Umieścili ją na czarnej liście w Hollywood. Ze względu na toczącą się sprawę w sądzie z Aniołkami Charliego nie mogła przyjąć oferowanej jej roli doktor Susan Wheeler (Geneviève Bujold) w dreszczowcu fantastycznonaukowym Śpiączka (Coma, 1978) i postaci Glorii Mundy (Goldie Hawn) w komedii kryminalnej Nieczyste zagranie (Foul Play, 1978). W 1978 na 50. ceremonii wręczenia Oscarów wraz z Marcello Mastroiannim zapowiedziała zwycięzcę za najlepszy montaż Gwiezdnych wojen.  
Od 14 września 1977 jej miejsce na ekranie w Aniołkach Charliego ostatecznie objęła Cheryl Ladd jako Kris Munroe, młodsza siostra Jill. Po zakończeniu sprawy sądowej Fawcett, bojąc się milionowej kary, poszła na ugodę i zgodził się wystąpić w sześciu gościnnych występach, które zostały nakręcone w sezonach 3 i 4. Pojawiła się w odcinkach: Angel Come Home (1978) ze Stephenem Collinsem, brytyjskim kierowcą Formuły 1 Jackie Stewartem i Horstem Buchholzem, Mother Angel (1978) z Garym Collinsem i Robertem Davim, Angel in a Box (1979) z Perrym Lopezem, Fallen Angel (1979) z Timothy Daltonem, The Prince and the Angel (1979) z Leonardem Mannem oraz An Angel’s Trail (1980) z L.Q. Jonesem, Tracey Walterem i Johnem Luptonem. Jednak bez Fawcett serial szybko utracił na popularności i zakończył swój żywot w 1981.

### Role dramatyczne

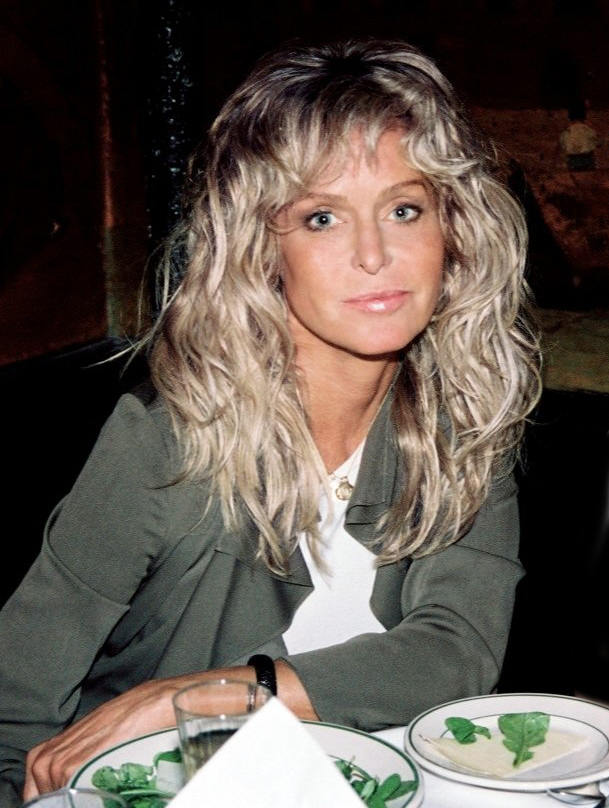
Farrah Fawcett (2008)

Próbowała bez większego powodzenia zaistnieć na dużym ekranie. Zebrała fatalne recenzje za główną rolę Jenny Moore w komedii kryminalnej Ktoś zabił jej męża (Somebody Killed Her Husband, 1978) z Jeffem Bridgesem. Rola modelki Ellie Morgan w komedii kryminalnej Opalenizna (Sunburn, 1979) porównywana była do postaci z Aniołków Charliego. Pojawiła się w komedii romantycznej Michaela Ritchie Romans niemal doskonały (An Almost Perfect Affair, 1979) z Keithem Carradine i Monicą Vitti.
W 1980 na deskach Burt Reynolds Dinner Theatre w Jupiter na Florydzie zagrała z powodzeniem rolę Jill Tanner w spektaklu Leonarda Gershe’a Motyle są wolne z Dennisem Christopherem.
Kolejna kinowa produkcja z jej udziałem, dreszczowiec fantastycznonaukowy Saturn 3 (1980) z Kirkiem Douglasem i Harveyem Keitelem, okazała się komercyjną klapą i była wyświetlana przy pustych salach kinowych. Jej rola Alex – mieszkanki pozaziemskiej stacji doświadczalnej ‘Tytan’ w pobliżu Saturna 3 była nominowana do Złotej Maliny w kategorii „Najgorsza aktorka roku” (Złotą Malinę przyznano Brooke Shields za występ w Błękitnej lagunie). Krytycy z przekąsem wyrażali się o jej grze aktorskiej i otwarcie pisali o brakach talentu. Sam Douglas oceniając bardzo wysoko urodę Fawcett, o jej aktorstwie nie wyraził się nawet ciepło. Podobnie było z postacią drugoplanową Pameli w komedii Wyścig armatniej kuli (The Cannonball Run, 1981) z Burtem Reynoldsem, za którą otrzymała nominację do Złotej Maliny w kategorii „Najgorsza aktorka drugoplanowa” (Złotą Malinę dostała Diana Scarwid za rolę w biograficznym dramacie Najdroższa mamusia (Mommie Dearest)). Wyczyny kaskaderskie dublerki Fawcett, Heidi Von Beltz, nie powiodły się i spowodowały u niej sparaliżowanie.
Powróciła udanie na szklany ekran w dramacie NBC Morderstwo w Teksasie (Murder in Texas, 1981) u boku Katharine Ross, Sama Elliotta i Andy’ego Griffitha. Film oparty na prawdziwej historii śmierci Joan Robinson Hill, córki bogatego członka społeczności Houston, którą zagrała Fawcett, był nominowany do Złotego Globu za najlepszy miniserial lub film telewizyjny.
W 1982 na off-Broadwayu zastąpiła Susan Sarandon w sztuce Skrajności (Extremities) i odniosła sukces w roli ofiary gwałtu, która odwraca sytuację od napastnika i przejmuje kontrolę. Jej kreacja Francine Hughes, maltretowanej przez męża w dramacie kryminalnym NBC Płonące łóżko (The Burning Bed, 1984), opartym na faktach, była nominowana do Emmy i Złotego Globu dla najlepszej aktorki w miniserialu lub filmie telewizyjnym, a także zdobyła dwie nominacje do nagrody TCA (Television Critics Association) przyznawanej przez Stowarzyszenie Krytyków Telewizji. Początkowo główną kandydatką do zagrania tej roli była Cheryl Ladd, ale odmówiła. Po wyemitowaniu, film obejrzało ponad 75 mln widzów, a krytycy przyznali dobre recenzje. Krytyk telewizyjny Matt Zoller Seitz w swojej książce z 2016, napisanej wspólnie z Alanem Sepinwallem, nazwał występ Fawcett jako „jeden z najlepszych w historii filmów telewizyjnych”. 
Próbowała kontynuować swój rozmach sceniczny, grając główną rolę w filmowej wersji Skrajności (Extremities, 1986) w reż. Roberta M. Younga i choć zdobyła nominację do Złotego Globu, sam film nie okazał się przebojem. W dramacie ABC Dwie kobiety (Between Two Women, 1986) wystąpiła w roli nauczycielki, która ma problemy w relacjach z mężem – egocentrycznym artystą (Michael Nouri) i teściową (Colleen Dewhurst) – dominującą, obłudną i ekstrawagancką gwiazdą opery.
W 1987 otrzymała nominację do Złotego Globu dla najlepszej aktorki w filmie dramatycznym za kreację Beate Klarsfeld w dramacie telewizyjnym ABC Opowieść o Beate Klarsfeld (Nazi Hunter: The Beate Klarsfeld Story, 1986). Za postać jednej z najbogatszych kobiet świata Barbary Hutton w biograficznym miniserialu NBC Biedna mała bogata dziewczynka (Poor Little Rich Girl: The Barbara Hutton Story, 1987) zdobyła ponownie nominację do Złotego Globu.
W 1990 Fawcett została uhonorowana nagrodą Cable ACE za najlepszą rolę pierwszoplanową jako Margaret Bourke-White, tytułowa legendarna fotografka w filmie Margaret Bourke-White (The Margaret Bourke-White Story, 1989). Jako autentyczna postać Diane Downs, która z miłości do mężczyzny zabija swoje dzieci we wstrząsającym telewizyjnym dramacie kryminalnym ABC Małe ofiary (Small Sacrifices, 1989), opartym na autentycznych wydarzeniach, z Ryanem O’Nealem była nominowana do Złotego Globu i Emmy.
Na ekrany kina powróciła w 1989 w drugoplanowej roli rozstającej się ze swoim mężem (Jeff Bridges) fotomodelki Jo Livingstone w melodramacie Alana J. Pakuli Zobaczyć ciebie w ten ranek (See You in the Morning). W 1991 znalazła się w obsadzie sitcomu CBS Dobre sporty (Good Sports). Rola Jessie Dewey, niewiernej żony kaznodziei w kinowym filmie Apostoł (The Apostle, 1997) Roberta Duvalla zapewniła jej nominację do nagrody Independent Spirit Awards. Zagrała rolę Kate Travis, żony ginekologa popadającej w obłęd określany jako kompleks Hestii w melodramacie komediowym Roberta Altmana Dr T. i kobiety (Dr T and the Women, 2000) z Richardem Gere’em.
W listopadzie 2003 przygotowywała się do debiutu na scenie Broadwayu w tytułowej roli byłej królowej piękności Miss Florydy w sztuce komediowej Nancy Hasty Bobbi Boland, lecz nie doszło do premiery, po siedmiu przedpremierowych pokazach.

## Życie prywatne

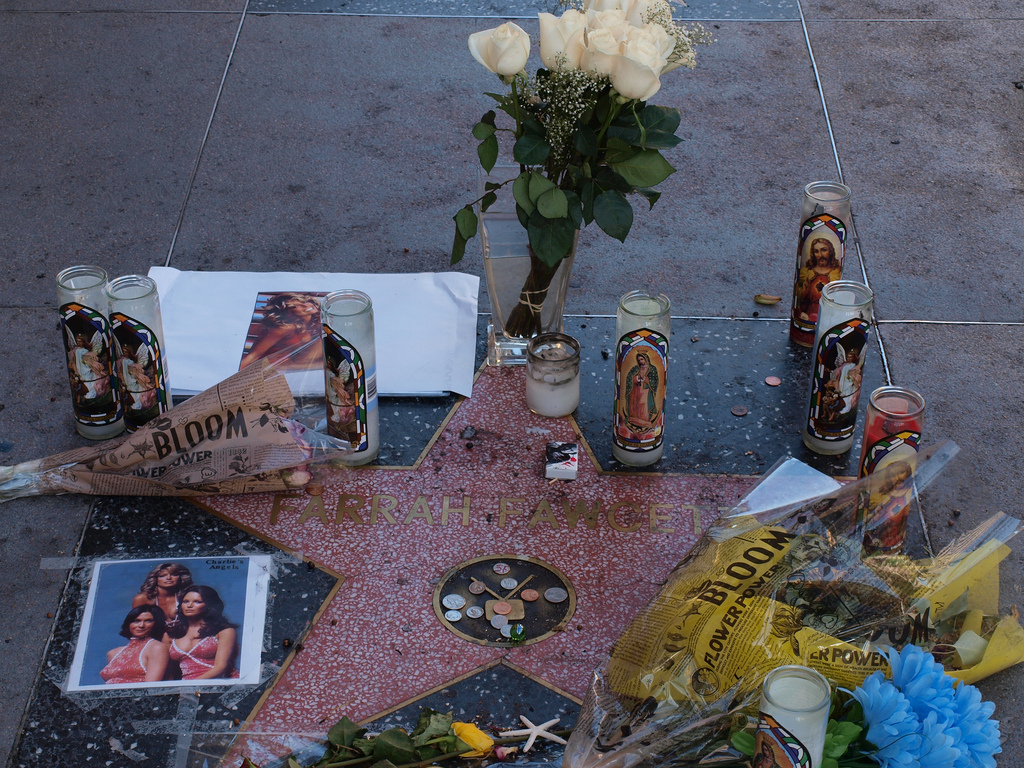
Gwiazda na Hollywood Walk of Fame (2009)

W latach 1967–1969, 1979, 1999–2000 spotykała się z biznesmenem Gregiem Lottem, sympatią z lat studenckich. W 1969 spotkała aktora Lee Majorsa. Pobrali się 28 lipca 1973. W roku 1978 zaczęła romansować – z aktorem Jeffem Bridgesem, tenisistą Vince Van Pattenem, futbolistą Donem Pastorinim (1979). W sierpniu 1979 doszło do separacji z mężem, a 16 lutego 1982 – do rozwodu. W 1979 związała się z Ryanem O’Nealem, z którym mieszkała przez 17 lat do lutego 1997. Jego córka, aktorka Tatum O’Neal, nie godziła się na związek jej ojca z Fawcett. Z tego związku urodził się syn Redmond James (ur. 30 stycznia 1985 w Los Angeles).
W latach 1997–1998 jej partnerem był scenarzysta, reżyser i producent filmowy James Orr, u którego zagrała w komedii Pan domu (Man of the House, 1995) obok Chevy’ego Chase’a. 28 stycznia 1998 James Orr został aresztowany, gdy pobił Farrah Fawcett do nieprzytomności (sąd w Los Angeles uznał go za winnego i skazał go na 100 godzin prac społecznych i 500 dolarów grzywny). W 1998 spotykała się z tenisistą Martinem Barbą (ur. 1967). Romansowała także ze swoim agentem Markiem Burgiem (1999–2000) i Rickiem Thurmanem (2000–2001). W latach 2001–2005, 2006–2009 związana była ponownie z Ryanem O’Nealem.
Była zaangażowana w działalność przeciwko przemocy w rodzinie i w pracę na rzecz organizacji pomagających maltretowanym kobietom.
W 2006 została rozpoznana u niej choroba raka odbytu. Farrah wzięła udział w nagraniu filmu dokumentującego jej 3-letnią walkę z chorobą. Dokument został wyemitowany przez NBC 15 maja 2009. Oglądało go 8,9 mln widzów.
Zmarła 25 czerwca 2009 w Santa Monica w stanie Kalifornia na raka odbytu.

Przy jej łóżku w szpitalu Św. Jana w Santa Monica byli obecni: wieloletni partner i ojciec jej dziecka Ryan O’Neal oraz przyjaciółka Alana Stewart, jej syn Redmond przebywał wówczas w więzieniu. Pochowana została na Westwood Village Memorial Park Cemetery w Westwood (Los Angeles).

## Filmografia

### Filmy fabularne
- 1969: Mężczyzna, który mi się podoba (Un homme qui me plaît) jako Patricia
- 1970: Myra Breckinridge jako Mary Ann Pringle
- 1976: Ucieczka Logana (Logan’s Run) jako Holly 13
- 1978: Ktoś zabił jej męża (Somebody Killed Her Husband) jako Jenny Moore
- 1979: Opalenizna (Sunburn) jako Ellie Morgan
- 1980: Saturn 3 jako Alex
- 1981: Wyścig armatniej kuli (The Cannonball Run) jako Pamela
- 1986: Skrajności (Extremities) jako Marjorie
- 1989: Zobaczymy się jutro (See You in the Morning) jako Jo
- 1995: Pan domu (Man of the House) jako Sandy Archer
- 1997: Apostoł (The Apostle) jako Jessie Dewey
- 1997: Mistrz miłości (The Lovemaster) jako marzenie randki Craiga
- 1998: Dzielny Mały Toster jedzie na Marsa (The Brave Little Toaster Goes to Mars) jako Faucet (głos)
- 2000: Dr T. i kobiety (Dr. T and the Women) jako Kate Travis
- 2004: The Cookout jako pani Crowley

### Filmy TV
- 1969: Trzecia rzesza (Three’s a Crowd) jako autostopowiczka
- 1971: Feministka i Fuzz (The Feminist and the Fuzz) jako Kitty Murdock
- 1971: Wewnątrz O.U.T. (Inside O.U.T.) jako Pat Boulion
- 1973: Wielkie amerykańskie piękności rywalizują (The Great American Beauty Contest) jako T.L. Dawson
- 1974: Dziewczyna, która przyniosła zawinięty dar (The Girl Who Came Gift-Wrapped) jako Patti
- 1975: Morderstwo podczas lotu 502 (Murder on Flight 502) jako Karen White
- 1976: Aniołki Charliego (Charlie’s Angels) jako Jill Munroe
- 1981: Morderstwo w Teksasie (Murder in Texas) jako Joan Robinson Hill
- 1984: Czerwone Żądło Światła (The Red-Light Sting) jako Kathy
- 1984: Płonące łóżko (The Burning Bed) jako Francine Hughes
- 1986: Dwie kobiety (Between Two Women) jako Val Petherton
- 1986: Opowieść o Beate Klarsfeld (Nazi Hunter: The Beate Klarsfeld Story) jako Beate Klarsfeld
- 1989: Niewinne ofiary (Small Sacrifices) jako Diane Downs
- 1989: Margaret Bourke-White jako Margaret Bourke-White
- 1999: Jedwabna nadzieja (Silk Hope) jako Frannie Vaughn
- 1992: Zachowania mordercy (Criminal Behavior) jako Jessica Lee Stubbs
- 1994: Żona dla Martina (The Substitute Wife) jako Pearl
- 1995: Dzieci prerii (Children of the Dust) jako Nora Maxwell
- 1996: Dalva jako Dalva
- 2000: Sophie (Baby) jako Lily Malone
- 2001: Jewel jako Jewel Hilburn
- 2003: Żony Hollywoodu: Nowe pokolenie (Hollywood Wives: The New Generation) jako Lissa Roman

### Seriale
- 1969: Mayberry R.F.D. jako dziewczyna programu
- 1969: I Dream of Jeannie jako Cindy / Tina
- 1969–70: The Flying Nun jako Panna Preem / Lila
- 1970: Rodzina Partridge (The Partridge Family) jako Ślicznotka
- 1970: Nancy jako salonowa kobieta
- 1971: Młodzi buntownicy (The Young Rebels) jako Sarah
- 1971: Owen Marshall: Counselor at Law jako Tori Barbour
- 1973: Dziewczyna z czymś dodatkowym (The Girl with Something Extra) jako Carol
- 1974: The Six Million Dollar Man jako Major Kelly Wood
- 1974: McCloud jako Gloria Jean
- 1974: Marcus Welby, M.D. jako Laura Foley
- 1974: Środek jabłka (Apple’s Way) jako Jane Huston
- 1974: The Six Million Dollar Man jako Victoria Webster
- 1974–76: Harry O jako Sue Ingham
- 1975: S.W.A.T. jako Miss Nowego Meksyku
- 1975: Starsky i Hutch (Starsky and Hutch) jako Dziewczyna na przyjęciu
- 1976: The Six Million Dollar Man jako Trish Hollander / major Kelly Wood
- 1976–80: Aniołki Charliego (Charlie’s Angels) jako Jill Munroe
- 1987: Biedna mała bogata dziewczynka (Poor Little Rich Girl: The Barbara Hutton Story) jako Barbara Hutton
- 1991: Good Sports jako Gayle Roberts
- 1997: Johnny Bravo jako Farrah Fawcett / Starsza pani (głos)
- 1999: Ally McBeal jako Robin Jones
- 2001: Spin City jako sędzia Claire Simmons
- 2002–2003: Obrońca (The Guardian) jako Mary Gressler

### Filmy dokumentalne
- 1989: The More You Know
- 1997: Oto cała ja (Farrah Fawcett: All of Me)
- 2000: The Flunky
- 2009: Farrah’s Story

## Nagrody
| Rok  | Nagroda                                       | Kategoria                                             | Tytuł                        |
| ---- | --------------------------------------------- | ----------------------------------------------------- | ---------------------------- |
| 1977 | People’s Choice Award                         | Ulubiona aktorka w nowym serialu telewizyjnym         | Aniołki Charliego            |
| 1977 | Photoplay Award                               | Złoty Medal: Ulubiony symbol seksu                    | –                            |
| 1979 | Nagroda „Bravo”: Złota statuetka Bravo Otto   | Najlepsza gwiazda telewizyjna                         | Aniołki Charliego            |
| 1980 | Nagroda „Bravo”: Złota statuetka Bravo Otto   | Najlepsza gwiazda telewizyjna                         | Aniołki Charliego            |
| 1981 | Nagroda „Bravo”: Złota statuetka Bravo Otto   | Najlepsza aktorka                                     | –                            |
| 1986 | Nagroda „Bravo”: Srebrna statuetka Bravo Otto | Najlepsza aktorka                                     | –                            |
| 1986 | Jupiter Award                                 | Najlepsza międzynarodowa aktorka                      | Skrajności (1986)            |
| 1990 | Cable ACE Award                               | Najlepsza aktorka w filmie dokumentalnym/dramatycznym | Margaret Bourke-White (1989) |
| 2004 | TV Land Award                                 | Ulubiony „Fan”–tastyczny fenomen                      | Aniołki Charliego            |
| 2004 | TV Land Award                                 | Najbardziej niezapomniana grzywa                      | Aniołki Charliego            |